# Ovidio Rebaudi

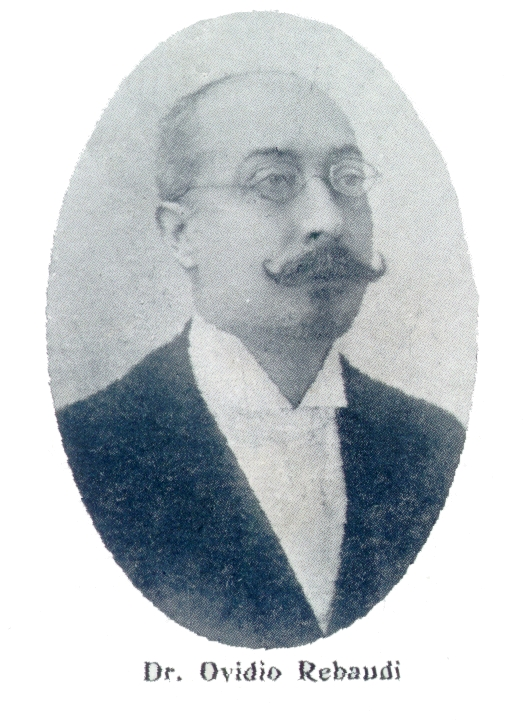
Ovidio Rebaudi

Ovidio Rebaudi (31. Dezember 1860 in Asunción – 17. Oktober 1931 in Buenos Aires) war ein paraguayischer Chemiker, Schriftsteller und Okkultist. Er ist der Erstbeschreiber der Süßstoffe aus Stevia, darunter Rebaudiosid A.

## Leben
Rebaudi stammte aus einer der bekanntesten und vermögendsten Familien von Asunción. Mit elf Jahren wurde er nach Italien geschickt, um mit seinen zwei Brüdern am Real Collegio Carlo Alberto zu studieren. Ab dem Jahr 1876 studierte er Chemie an der Università di Pisa. Im Jahr 1882 zog er nach Buenos Aires und studierte an der Fakultät für exakte und Naturwissenschaften (UBA), wo er erst 1905 seinen Abschluss erhielt. Ovidio Rebaudi wurde auf dem Friedhof La Recoleta begraben.

## Wirken als Chemiker
Rebaudi arbeitete als Chemiker in der öffentlichen Verwaltung. Er hielt Positionen im Círculo Médico Argentino (in dessen Museum er später Direktor wurde), am Hospital de Mujeres (Frauenklinik) und am Hospital de Niños (Kinderklinik). Im Jahr 1889 wurde er zum Städtischen Ehrenchemiker in Anerkennung seiner „nützlichen Dienste und Ehren [ohne Vergütung].“ Ein paar Monate später wurde er Lehrer/Professor für Chemie (ohne Titel) in den unteren Klassen der Sekundarschule des Collegio nacional de Buenos Aires ernannt. Ab 1892 war er Leiter der Abteilung der ersten Kategorie im städtischen chemischen Büro von Buenos Aires ernannt. Ab Januar 1894 arbeitete er für das neugegründete nationale chemische Amt.  1895 war er einer der Gründer des Sozialistischen Zentrums von Balvanera. Im Jahr 1898 wurde er zum Professor für medizinische Zoologie (auch ohne Titel) der Universidad de La Plata ernannt. Im Jahr 1902 kehrte er als stellvertretender Direktor in das städtische Chemiebüro zurück.
Im Jahr 1900 veröffentlichte er seine heute bekannteste Arbeit zur chemischen Analyse der Glucoside aus Stevia (bezeichnet als Stevioside, Rebaudioside, Dulcoside). Im Jahr 1905 beschloss die Fakultät für exakte, physikalische und Naturwissenschaften von Buenos Aires, ihm einen Studienabschluss in Chemie zu verleihen. Im folgenden Jahr wurde er zum Doktor der Chemie promoviert und zum Professor für analytische Chemie an der Universität von La Plata ernannt. Im Jahr 1906 verlieh ihm die University of Chicago einen Doktortitel in Chemie. Er wurde Ehrenmitglied des argentinischen Pharmazie-Kreises und der Generalapotheken-Gesellschaft.
Ende 1907 verließ er den Lehrstuhl für Chemie an der Universität von La Plata und kehrte nach Paraguay zurück, wo er mit der Reorganisation des chemischen und bakteriologischen Amtes in Asunción betraut wurde. Aufgrund der Unruhen im Juli 1908 in Paraguay und wegen schwerer gesundheitlicher Probleme musste Rebaudi diese Position verlassen, um nach Buenos Aires zurückzukehren. Er kehrte bald nach Asunción zurück, wo er am 10. Oktober 1908 für einen Monat Rektor der Nationalen Universität war, bis zum 9. November 1908. Er hatte auch Lehrstühle Biologie und medizinische Chemie an der Universität inne. 1914 musste er aus gesundheitlichen Gründen nach Buenos Aires zurückkehren. Im gleichen Jahr wurde er eingeladen, an einer Kommission teilzunehmen, die mit der Organisation der Gedenkfeiern der Unabhängigkeit von Paraguay beauftragt wurde. Die Kommission wurde mit Innenminister José P. Montero als Präsident gebildet. Im Jahr 1915 wurde Rebaudi Professor für Biologie und medizinische Chemie an der medizinischen Fakultät der nationalen Universität von Paraguay ernannt.
Bekannte Schriften neben der Abhandlung über Stevia sind La presencia del ácido nitroso en las aguas potables no es siempre sinónimo de contaminación und La goma de la palma negra, El mechoacá y su principio activo, Las aguas del río Paraguay, Las aguas del consumo de la ciudad de Asunción, Depuración biológica de las basuras.

## Spiritismus
1894 gründete er eine spiritistische Gruppe, die Sociedad Magnetológica (Magnetologische Gesellschaft), die mit finanzieller Unterstützung der Constancia Society in der Calle Córdoba 2234 wirkte. Im Januar 1897 gründete er die monatlich erscheinende Zeitschrift Revista Magnetológica. Später wurde sie in Revista Metapsíquica Experimental umbenannt. Später wurde die Magnetologische Gesellschaft in Instituto Metapsíquico de Buenos Aires umbenannt.